# Drum (canção de MØ)
"Drum" é uma canção da cantora e compositora dinamarquesa MØ. Ela foi lançada em 7 de outubro de 2016, como terceiro single de seu próximo segundo álbum de estúdio. A canção foi gravada ao lado de BloodPop, Charli XCX e Noonie Bao, enquanto a produção ficou a cargo de BloodPop. O áudio oficial da faixa foi lançado no Vevo na sua data de lançamento, que mostrou umas dinâmicas, mas turva, de MØ com as participações especiais de Noonie Bao, Charli XCX e BloodPop.

## Vídeo da música
O vídeo musical para a canção foi lançada no canal oficial de MØ no YouTube em 17 de novembro de 2016. O acompanhamento também foi filmado e dirigido por Georgia Hudson, que também já dirigiu o vídeo da música "Don't Wanna Dance", faixa presente no álbum de estreia de Ørsted, No Mythologies to Follow (2014).

## As performances ao vivo
Em 17 de novembro de 2016, a canção foi tocada ao vivo na BBC Radio 1 Live.

## Charts
| País          | Chart (2016)                    | Posição |
| ------------- | ------------------------------- | ------- |
| Dinamarca     | Tracklisten                     | 21      |
| Escócia       | Official Charts Company         | 75      |
| Nova Zelândia | Heatseekers (Música Gravada NZ) | 8       |